# 抗日戦争第9戦区
抗日戦争第9戦区(こうにちせんそう だいきゅうせんく)とは、日中戦争において中華民国国民政府が情勢打開のため設置した抗日戦争戦区の一つである。

## 設置
1938年6月に司令部が江西省南昌市に置かれ、成立した。後に湖南省郴州市に移動する。

## 司令長官
- 陳誠 (1938年6月14日 - )
- 薛岳 (1938年11月28日※代理、1939年10月2日 - 1945年12月)

## 主要作戦部隊
- 第1兵団 (総司令：薛岳)
- 第2兵団 (総司令：張発奎)
- 第3兵団 (総司令：孫連仲)

上記及び武漢衛戍軍など

## 作戦区域
湖北省南部、湖南省全省南潯鉄路、江西省など

## 解体
1945年に薛岳が徐州綏靖公署主任へ転属したため、第9戦区は解体された。